# Balmhorn
El Balmhorn (3.698 m s. n. m.) es una montaña de los Alpes berneses. Se encuentra a lo largo de la línea de delimitación entre el Cantón del Valais y el Cantón de Berna.
La cima fue ascendida por vez primera el 21 de julio de 1864 por Frank Walker, Horace Walker y Lucy Walker con los guías Jakob Anderegg y Melchior Anderegg.
Para favorecer la ascensión a la cima y el excursionismo de alta montaña surgieron algunos refugios alpinos en torno a la montaña:
- Cabaña Balmhorn - 1.955 m
- Cabaña Lötschenpass - 2.690 m
- Berghotel Schwarenbach - 2.061 m

Según la SOIUSA, el Balmhorn pertenece a:
- Gran parte: Alpes occidentales
- Gran sector: Alpes del noroeste
- Sección: Alpes berneses
- Subsección: Alpes berneses iss
- Supergrupo: Cadena Gletsschernhorn-Blümlisalp-Balmhorn
- Grupo: Grupo Balmhorn-Torrenthorn
- Subgrupo: Grupo del Balmhorn
- Código: I/B-12.II-D.11.b